# Ischnus
Ischnus är ett släkte av steklar som beskrevs av Johann Ludwig Christian Gravenhorst 1829. Ischnus ingår i familjen brokparasitsteklar.

## Dottertaxa tillIschnus, i alfabetisk ordning[1][2]
- Ischnus agitator
- Ischnus alpinicola
- Ischnus alternator
- Ischnus angulatus
- Ischnus basalis
- Ischnus blanditus
- Ischnus brachyurus
- Ischnus canariensis
- Ischnus celaya
- Ischnus centralis
- Ischnus cinctipes
- Ischnus citus
- Ischnus curvimaculatus
- Ischnus facialis
- Ischnus homonae
- Ischnus inquisitorius
- Ischnus laevifrons
- Ischnus latus
- Ischnus laurae
- Ischnus lautus
- Ischnus leucomelas
- Ischnus migrator
- Ischnus minor
- Ischnus orbitatorius
- Ischnus pinguis
- Ischnus politus
- Ischnus punctiger
- Ischnus rhomboidalis
- Ischnus sericeus
- Ischnus sparsus
- Ischnus striatifrons
- Ischnus striatus
- Ischnus tenuitibialis
- Ischnus tunetanus
- Ischnus variegatus
- Ischnus velutinus
- Ischnus virginalis
- Ischnus yezoensis